# Pseudotyrannochthonius kobayashii akiyoshiensis
Pseudotyrannochthonius kobayashii akiyoshiensis es una subespecie de arácnido del orden Pseudoscorpionida de la familia Chthoniidae.

## Distribución geográfica
Se encuentra en Japón.